# جان ماري لومير
جان ماري لومير هو مجدف بلجيكي، ولد في 15 يونيو 1936 في لياج في بلجيكا.

## وصلات خارجية
- جان ماري لومير على موقع الاتحاد الدولي للتجديف (الإنجليزية)
- جان ماري لومير على موقع اللجنة الأولمبية الدولية (الإنجليزية)
- جان ماري لومير على موقع أوليمبيديا (الإنجليزية)